# 长鞘玉山竹
长鞘玉山竹（学名：Yushania longissima）为禾本科玉山竹属下的一个种。

## 扩展阅读
- 維基物種上的相關：长鞘玉山竹